# Britta Kanacher
Britta Kanacher (* 1963 in Kaiserslautern) ist eine deutsche Soziologin, Religionswissenschaftlerin und Sachbuchautorin.

## Leben
Britta Kanacher studierte Religionswissenschaft, Erziehungswissenschaft und Soziologie in Marburg und Bonn. Bei Friedrich Fürstenberg promovierte sie über die religiöse Sozialisation von Muslimen in der Bundesrepublik Deutschland.
Sie war mehrere Jahre im Vorstand des Bonner Institut für Migrationsforschung und Interkulturelles Lernen e.V tätig. Heute arbeitet sie als Dozentin für Bildung, Kommunikation und Konflikttraining im interkulturellen Bereich. Frau Kanacher vertritt den Ansatz, einer breiten Öffentlichkeit den Zugang zu einschließender Bildung zu ermöglichen.
2003 gründete sie das Kompetenz Center Interkulturelles e.K., das später in Kompetenz Center Inklusion(ismus) umbenannt wurde. Britta Kanacher absolvierte eine Weiterbildung zur International registrierten Lead-Auditorin (IRCA/EOQ).

## Schriften
- Ich bin Hausfrau – na und? Plädoyer für ein Selbstverständnis.  Walter-Verlag 1995, ISBN 978-3530418514
- Religiöse Sozialisation und Individualisierung. Zum religiösen Kultur- und Identitätskonflikt muslimischer Migranten. Diss. Bonn 2001 (PDF (Memento vom 10. Juni 2007 im Internet Archive))
- Christliche und muslimische Identität. Anstöße für eine neue Verständigung. LIT-Verlag Münster 2003, ISBN 3-8258-7094-4
- Funda Eberle-Güceli / Britta Kanacher: Integration und Qualität. Integrationsförderung durch Qualitätsmanagement. Avlos-Verlag 2004, ISBN 3-929634-97-X
- Chance Islam?! Anregungen zum Überdenken. LIT-Verlag Münster 2004, ISBN 3-8258-8039-7